# Génération rebelle
Pour les articles homonymes, voir Dazed and Confused.
Pour plus de détails, voir Fiche technique et Distribution.
Génération rebelle ou La Tête dans les nuages au Québec (Dazed and Confused) est un film américain réalisé par Richard Linklater et sorti en 1993.
La distribution est constituée d'acteurs qui, par la suite, se feront un nom au cinéma tels que Matthew McConaughey, Adam Goldberg, Milla Jovovich, Ben Affleck ou encore Renée Zellweger. Le film acquiert au cours du temps un statut de film culte et générationnel (en tout cas aux États-Unis).

## Synopsis
1976. C'est le dernier jour de classe dans une petite ville texane. Après le bizutage traditionnel des futurs lycéens, les différents protagonistes fêtent le début des vacances en buvant, fumant, faisant les 400 coups… La soirée sera l'occasion pour les personnages de se rapprocher, s'affirmer, évoluer ou tout simplement s'amuser.

## Fiche technique
- Titre français : Génération rebelle
- Titre québécois : La tête dans les nuages
- Titre original : Dazed and Confused
- Réalisation et scénario : Richard Linklater
- Photographie : Lee Daniel
- Montage : Sandra Adair
- Décors : John Frick et Deborah Pastor
- Costumes : Katherine Dover
- Production : Richard Linklater, Sean Daniel et James Jacks
- Sociétés de production : Alphaville Films et Detour Film Productions
- Distribution aux États-Unis : Universal Pictures et Gramercy Pictures.
- Pays de production :  États-Unis
- Format Couleurs - 1,85:1 - Format 35 mm
- Genre : comédie dramatique, teen movie
- Durée : 102 minutes
- Date de sortie :
  - États-Unis : 24 septembre 1993

## Distribution
- Jason London (VF : Jean-Philippe Puymartin) : Randall « Pink » Floyd
- Wiley Wiggins : Mitch Kramer
- Matthew McConaughey  : David Wooderson
- Rory Cochrane (VF : Cyrille Artaux) : Ron Slater
- Michelle Burke : Jodi Kramer
- Ben Affleck (VF : Jérôme Rebbot) : Fred O'Bannion
- Sasha Jenson (VF : Thierry Wermuth) : Don Dawson
- Shawn Andrews (VF : Emmanuel Curtil) : Kevin Pickford
- Adam Goldberg : Mike Newhouse
- Anthony Rapp  : Tony Olson
- Marissa Ribisi : Cynthia Dunn
- Christin Hinojosa : Sabrina Davis
- Milla Jovovich : Michelle Burroughs
- Cole Hauser : Benny O'Donnell
- Jason O.Smith : Melvin Spivey
- Parker Posey (VF : Séverine Morisot) : Darla Marks
- Christine Harnos : Kaye Faulkner
- Catherine Morris : Julie Simms
- Nicky Katt (VF : Mark Lesser) : Clint Bruno
- Joey Lauren Adams (VF : Rafaele Moutier) : Simone Kerr
- Deena Martin : Shavonne Wright
- Esteban Powell (VF : Hervé Rey) : Carl Burnett
- Renée Zellweger : Nesi White

## Bande originale
Le titre original est celui d'une chanson de Led Zeppelin, Dazed and Confused, parue sur leur premier album Led Zeppelin en 1969. Richard Linklater voulait l'utiliser dans le film, mais Robert Plant n'a pas donné son accord.
- Sweet Emotion - Aerosmith
- Highway Star - Deep Purple
- School's Out - Alice Cooper
- Jim Dandy - Black Oak Arkansas
- Why can't we be friends - War
- Stranglehold - Ted Nugent
- Free Ride- Edgar Winter
- No More Mr. Nice Guy - Alice Cooper
- Do you feel like we do - Peter Frampton
- Low Rider - War
- Hurricane - Bob Dylan
- I Just Want to Make Love to You - Foghat
- Love hurts- Nazareth
- There's never been any reason - Head East
- Paranoid - Black Sabbath
- Tush - ZZ Top
- Fox on the run - Sweet
- Slow Ride - Foghat
- Rock & Roll Hoochie Koo - Rick Derringer
- Show Me the Way - Peter Frampton
- Lord have mercy on my soul - Black Oak Arkansas
- Balinese - ZZ Top
- Rock & Roll All Nite - Kiss
- Right place, wrong time - Dr. John
- Livin' in the USA - Steve Miller
- Hey Baby - Ted Nugent
- Cherry Bomb - The Runaways
- Summer Breeze - Seals & Crofts
- Tuesday's Gone - Lynyrd Skynyrd

## Postérité
Le film acquiert au cours du temps un statut de film culte et générationnel, surtout aux États-Unis. En 2013, le réalisateur-scénariste Quentin Tarantino place le film dixième dans sa liste des douze meilleurs films de tous les temps, pour le magazine anglais Sight and Sound.
Le magazine Entertainment Weekly le place également dans plusieurs de ses tops : 17e du Top 50 des films culte, troisième du Top 50 des meilleurs films de lycée ou 10e des films les plus drôles des vingt-cinq dernières années (publié en août 2008).